# 德雷茨 (梅克伦堡-前波美拉尼亚州)
德雷茨（德語：Dreetz）是德国梅克伦堡-前波美拉尼亚州的市镇，隶属于罗斯托克县，总面积为12平方千米，截至2020年总人口为203人。